# Міддлвілл (Мічиган)
Міддлвілл (англ. Middleville) — селище (англ. village) в США, в окрузі Беррі штату Мічиган. Населення — 4295 осіб (2020).

## Географія
Міддлвілл розташований за координатами 42°42′58″ пн. ш. 85°28′7″ зх. д. / 42.71611° пн. ш. 85.46861° зх. д. (42.716021, -85.468723).  За даними Бюро перепису населення США в 2010 році селище мало площу 6,22 км², з яких 5,91 км² — суходіл та 0,31 км² — водойми.

## Демографія
Згідно з переписом 2010 року, у селищі мешкало 3319 осіб у 1268 домогосподарствах у складі 872 родин. Густота населення становила 534 особи/км².  Було 1449 помешкань (233/км²).
Расовий склад населення:
| - 95,3 % — білих - 0,7 % — корінних американців - 0,7 % — азіатів - 0,2 % — чорних або афроамериканців - 1,1 % — осіб інших рас |

До двох чи більше рас належало 2,0 %. Частка іспаномовних становила 4,4 % від усіх жителів.
За віковим діапазоном населення розподілялося таким чином: 30,5 % — особи молодші 18 років, 57,3 % — особи у віці 18—64 років, 12,2 % — особи у віці 65 років та старші. Медіана віку мешканця становила 32,4 року. На 100 осіб жіночої статі у селищі припадало 94,3 чоловіків;  на 100 жінок у віці від 18 років та старших — 88,3 чоловіків також старших 18 років.
Середній дохід на одне домашнє господарство  становив 54 227 доларів США (медіана — 47 639), а середній дохід на одну сім'ю — 62 700 доларів (медіана — 53 906). За межею бідності перебувало 4,6 % осіб, у тому числі 2,9 % дітей у віці до 18 років та 9,2 % осіб у віці 65 років та старших.
Цивільне працевлаштоване населення становило 1580 осіб. Основні галузі зайнятості: виробництво — 21,4 %, роздрібна торгівля — 17,9 %, освіта, охорона здоров'я та соціальна допомога — 14,9 %.